# Brachymeles vermis
Brachymeles vermis är en ödleart som beskrevs av  Taylor 1918. Brachymeles vermis ingår i släktet Brachymeles och familjen skinkar. IUCN kategoriserar arten globalt som starkt hotad. Inga underarter finns listade.